# Татай-Хутор
Татай-Хутор (чечен. Татай-Отар) — село в Ножай-Юртовском районе Чеченской Республики. Входит в состав Байтаркинского сельского поселения.

## География
Село расположено по обоим берегам реки Ярык-су, к западу от горы Амир-Корт, в 20 км к юго-востоку от районного центра — Ножай-Юрт и в 26 км к югу от города Хасавюрт.
Ближайшие населённые пункты: на севере — село Гиляны, на севере-востоке — село Калининаул, на юге — село Байтарки, на юго-западе — село Чечель-Хи и на западе — село Зандак.

## Население
| 1990 | 2002 | 2010 |
| ---- | ---- | ---- |
| 474  | ↘434 | ↗537 |

## Образование
- Татай-Хуторская муниципальная средняя общеобразовательная школа[7].

## Улицы
Улицы села Татай-Хутор:
- А-Х. Кадырова
- А. Гези-Хаджи
- Молодёжная